# Carlos Triunfel
Carlos Manuel Triunfel (né le 27 février 1990 à Santiago de los Caballeros, Santiago, République dominicaine) est un joueur d'arrêt-court des Ligues majeures de baseball évoluant avec les Dodgers de Los Angeles.

## Carrière
Carlos Triunfel signe son premier contrat professionnel en 2006 avec les Mariners de Seattle. Il fait ses débuts dans le baseball majeur avec cette équipe le 7 septembre 2012. Son premier coup sûr dans les majeures est un double réussi le 13 septembre 2012 aux dépens du lanceur Aaron Loup des Blue Jays de Toronto. Il dispute 27 matchs au total pour Seattle en 2012 et 2013, obtenant 11 coups sûrs et 5 points produits. 
Le 2 avril 2014, il est réclamé au ballottage par les Dodgers de Los Angeles.